# 2020年10月逝世人物列表
2020年逝世人物列表：1月 - 2月 - 3月 - 4月 - 5月 - 6月 - 7月 - 8月 - 9月 - 10月 - 11月 - 12月
2020年10月逝世人物列表，是用于汇总2020年10月期间逝世人物的列表。

## 依日期排序

### 31日
- 馬里烏斯·薩利卡斯，37岁，立陶宛足球运动员。[1]
- MF DOOM，本名Daniel Dumile，49岁，英國裔美國人的饒舌歌手、詞曲作者及唱片製作人。[2]
- 喬·凱利（英語：Joe Kelly），55歲，愛爾蘭企業家，華為公司國際媒體事務副總裁。[3]
- 查爾斯·高登（英语：Charles Gordon (producer)），73歲，美國電影製片人，死於癌症。[4]
- 奥拉西奥·塞尔帕（西班牙語：Horacio Serpa），77岁，哥伦比亚政治人物，内政部长（1994年－1997年）。[5]
- 邹志华，80岁，中国排球工作者，中国男排原主教练。[6]
- 王清华，88岁，中国政治人物，原安徽省对外经济贸易委员会主任。[7]
- 爵士，90岁，英國男演員，第一代007飾演者。[8][9][10]

### 30日
- 金南春（韓語：김남춘），31岁，韩国足球运动员。[11]
- 张媛媛，39岁，中国音乐家，中央音乐学院音乐学系音乐艺术管理教师。[12]
- 梅苏特·耶尔马兹（土耳其語：Mesut Yılmaz），72岁，土耳其政治人物，前总理。死於肺癌。[13]
- 羅伯特·費斯克（英語：Robert Fisk），74岁，英国记者、作家。[14]
- 諾比·斯泰爾斯（英語：Nobby Stiles），78岁，英國足球運動員，1966年世界盃冠軍隊成員。[15]
- 让-马里·勒舍瓦利耶（法語：Jean-Marie Le Chevallier），83岁，法国政治人物，国民议会议员（1997年－1998年）。[16]
- 揚·米爾達（瑞典語：Jan Myrdal），93岁，瑞典左翼作家、政治评论家。[17]
- 陈灏珠，95岁，中国内科心血管病专家，中国工程院院士。[18]
- 李春兰，年龄不详，中国排球工作者，中国排球协会原副主席。[19][20]

### 29日
- 朱冠甍，29歲，中華民國空軍上尉（追晉中校），F-5E戰鬥機飛行員。[21][22]
- 安格利卡·阿蒙（英語：Angelika Amon），53岁，奥地利裔美国分子生物学家，麻省理工学院教授。[23]
- 亚历山大·韦杰尔尼科夫（俄語：Александр Ведерников），56岁，俄罗斯古典音乐指挥家，莫斯科大剧院首席指挥（2001年－2009年）。[24]
- 柯俊成，57歲，中華民國粉蝨專家，國立臺灣大學昆蟲系教授。[25][26]
- 阿米尔·伊舍姆古洛夫（俄語：Амир Ишемгулов），60岁，俄罗斯生物学家，蜜蜂养殖专家。[27]
- 乌尔法特·穆斯塔芬（俄語：Ульфат Мустафин），61岁，俄罗斯政治人物，乌法市长（2018年起），死于COVID-19。[28]
- 尤里·波诺马廖夫（俄語：Юрий Пономарёв），74岁，俄罗斯政治人物，联邦委员会议员（2001年－2003年），死于COVID-19。[29]
- 薛荣哲，77岁，中国政治人物，山西省人民政府原副省长、山西省政协原副主席。[30]
- 林金坤，77岁，中国数学家，南开大学数学科学学院教授。[31]
- 罗歇·克洛塞（法語：Roger Closset），87岁，法国前击剑运动员。[32]
- 刘慧珊，88岁，中国国际法学家，外交学院教授。[33]
- 瓦连京·波克罗夫斯基（俄語：Валентин Покровский），91岁，俄罗斯流行病学家，俄罗斯科学院院士。[34]
- 伍沾德，98歲，香港企業人物，美心集團共同創辦人及榮譽主席。[35]
- 杨应朝，101岁，中国政治人物，原海南行政区委纪律检查委员会副书记。[36]

### 28日
- 刘平，55岁，中国书画家，中国书法家协会会员。[37]
- 阿纳托利·费多尔丘克（烏克蘭語：Анатолій Федорчук），60岁，乌克兰政治人物，鲍里斯波尔市长（2006年－2020年）。[38]
- 周晓亮，71岁，中国哲学家，中国社会科学院哲学研究所研究员。[39]
- 安多尼·沙德·費爾南德斯（英語：Anthony Soter Fernandez），84岁，马来西亚籍天主教司铎级枢机，吉隆坡总教区荣休总主教。[40]
- 刘蔚华，86岁，中国孔子研究学者，中国孔子基金会原专职副会长。[41]
- 王苍作，86岁，中国政治人物，新疆生产建设兵团保密局原副局长。[42]
- 陶如让，88岁，中国艺术评论家、书法家，清华大学美术学院教授。[43]
- 文伏波，95岁，中国水利工程师，原长江流域规划办技术委员会主任，中国工程院院士。[44]
- 横井照子（日語：横井 照子），96岁，日本-瑞士画家。[45]
- 杨枫，99岁，中国政治人物，原哈尔滨科技大学副校长。[46]
- 江孫芸，100岁，美籍华裔餐饮业人物。[47]

### 27日
- 錢國偉，58歲，香港無綫電視節目監製，因胰臟癌逝世。[48][49]
- 手塚幸紀（日語：手塚 幸紀），80岁，日本古典音乐指挥家。[50]
- 高丰文，80岁，中国足球运动员、教练员。[51]
- 沈世镒，81岁，中国数学家，南开大学数学科学学院首任院长。[52]
- 唐·馬贊科夫斯基（英语：Don Mazankowski），85歲，加拿大政治人物，副總理（1986年－1993年）。[53]
- 鲍勃·洛克穆勒（英語：Bob Lochmueller），93岁，美国职业篮球运动员。[54]
- 大城立裕（日語：大城 立裕），95岁，日本小说家。[55]
- 宝菡长老，99岁，中国佛教人物，天津市佛教协会名誉会长。[56]

### 26日
- 伊扎特·易卜拉欣·杜里（阿拉伯語：عزة إبراهيم الدوري），78歲，伊拉克政治人物，革命指导委员会副主席（1979年－2003年）。[57]
- 刘桂楠，87岁，中国军事人物，原广州军区政治部副主任。[58]
- 华云汉，88岁，中国儿科专家，福建省福州儿童医院原副院长。[59]
- 伊藤郁男（日語：伊藤 郁男），90岁，日本政治人物，前参议院议员。[60]

### 25日
- 陈继勇，67岁，中国经济学家，湖北省社会科学院原院长，武汉大学经济与管理学院原院长。[61]
- 爱德华·戈尔库诺夫（俄語：Эдуард Горкунов），75岁，俄罗斯物理学家，俄罗斯科学院院士。[62]
- 阿部正俊（日語：阿部 正俊），77岁，日本政治人物，前参议院议员（1995年－2007年）。[63]
- 李健熙（韓語：이건희），78歲，韓國企業家，三星集團會長，病逝。[64]
- 蓮田太二（日语：蓮田太二），84歲，日本醫師，首次在日本國內設置棄嬰保護艙。[65]
- 史继法，88岁，中国政治人物，乌海市人大常委会原主任。[66]
- 林源瑞，92岁，马来西亚华人教育活动家，马六甲华校董事联合会前主席。[67]
- 刘懋典，93岁，中国政治人物，江西省景德镇市政协原副主席。[68]
- 费明辰，99岁，中国政治人物，四川省渡口市政协原副主席。[69]

### 24日
- 汶萊王子阿齊姆（英语：Prince Azim of Brunei），38歲，汶萊王子，汶萊蘇丹哈山納·包奇亞第三子。[70]
- 杨海琰，52岁，中国政治人物，毕节市人大常委会副主任。[71]
- 刘玉廷，65岁，中国会计学者，财政部会计司司长（2002年－2010年）。[72]
- 鄭昭盛（韓語：정소성），76岁，韩国小说家。[73]
- 刘秋容，79岁，中国政治人物，深圳市人大常委会原副主任、深圳市总工会原主席。[74]
- 七等生，81歲，本名劉武雄，台灣現代主義代表作家。[75]
- 李元庆，83岁，中国作曲家、民族音乐学家。[76]
- 卢道猜，84岁，中国政治人物，四川省侨联原主席，第七、八、九届全国人大代表。[77]
- 张立年，85岁，中国新闻工作者，立信会计出版社原副总编辑。[78]
- 佟宝存，86岁，中国人民解放军中将，原沈阳军区副司令员。[79]
- 胡颂杰，88岁，中国政治人物，西藏自治区人大常委会原副主任。[80]
- 李名覺，90岁，美國華裔舞台設計師。[81]
- 郭海华，97岁，中国政治人物，原西南政法大学图书馆馆长。[82]
- 钟英，97岁，中国方志学者，新疆维吾尔自治区地方志编纂委员会原专职副主任。[83]

### 23日
- 张目强，44岁，中国国际法学者，安徽大学法学院副教授、硕士生导师。[84]
- 韦彩猷，80岁，中国政治人物，原中铁十六局局长、中共十大代表。[85]
- 张德永，82岁，中国农学家，原上海农学院院长。[86]
- 尼克·薩拉扎（英语：Nick Salazar），91歲，美國政治人物，新墨西哥州眾議院議員（1974年－2019年）。[87]
- 陸潤康，93歲，中華民國政治人物，前財政部部長（1984年－1985年），病逝。[88]
- 夏静一，93岁，中国政治人物，原杭州市基本建设委员会副主任。[89]
- 刘尊田，94岁，中国政治人物，沈阳市政协副主席（1988年－1993年）。[90]
- 魏民，95岁，中国政治人物，焦作市政协原副主席（1984年－1989年）。[91]

### 22日
- 刘昕，62岁，中国画家，湖南美术出版社原编审。[92]
- 羅宇，76岁，中国政治人物、持不同政见者，罗瑞卿之子。[93]
- 威廉·布林（英语：William Blinn），83歲，美國編劇和製片人，知名作品如電影《紫雨》（1984年）和《警網雙雄（英语：Starsky & Hutch (film)）》（2004年）。[94]
- 喬治·貝尼尼（英语：Giorgio Bernini），91歲，義大利政治人物，對外貿易部長（1994年－1995年）。[95]
- 朱谱强，98岁，中国工程师，浙江省劳动模范，第六、七届全国人大代表。[96]

### 21日
- 蒋敬，81岁，中国伊斯兰学者、翻译家，原河北大学教授。[97]
- 杰西·阿尼尔（英語：Jesse Arnelle），86岁，美国职业篮球运动员。[98]
- 王业俊，89岁，中国政治人物，原广州市经济体制改革委员会副主任。[99]
- 韩至骏，90岁，中国数控技术专家，清华大学机械系教授。[100]
- 保铮，92岁，中国雷达技术专家，中国科学院院士，西安电子科技大学原校长。[101]
- 弗兰克·霍瓦特（義大利語：Frank Horvat），92岁，意大利时尚摄影师。[102]
- 陈俊杰，97岁，中国政治人物，原天津电视台台长。[103]
- 瑪吉·錢皮恩（英語：Marge Champion），101岁，美国女演員、舞蹈家。[104]
- 罗自镛，101岁，中国老红军。[105]

### 20日
- 布鲁诺·马蒂尼（法語：Bruno Martini），58岁，法国足球运动员。[106]
- 弗拉基米尔·米罗诺夫（俄語：Владимир Миронов），67岁，俄罗斯哲学家，莫斯科国立大学教授、哲学系主任。[107]
- 符易亨，74岁，中国政治人物，原日本华侨华人联合总会会长。[108]
- 钱鸿元，78岁，中国化学工程师，中国化工学会原副秘书长。[109]
- 周新城，85岁，中国马克思主义政治经济学家，中国人民大学教授。[110]
- 宗祥福，85岁，中国微电子材料专家，复旦大学教授。[111]
- 葛自瑞，87岁，中国政治人物，原浙江省石油公司宁波分公司党委书记。[112]
- 詹姆斯·兰迪（英語：James Randi），92岁，加拿大裔美籍舞台魔术师、科学怀疑论者。[113]
- 伊琳娜·斯科布采娃（俄語：Ирина Скобцева），93岁，苏联电影女演员。[114]

### 19日
- 张忠斌，53歲，中国政治人物，湖北省高級人民法院副院長，自殺身亡。[115]
- 刘录，58岁，中国政治人物，北京物资学院纪委书记。[116]
- 東尼·路易斯（英语：Tony Lewis (musician)），62歲，英國音樂家與詞曲作家，流行搖滾樂團外野合唱團的貝斯手兼主唱。[117]
- 赵南元，74岁，中国学者，清华大学自动化系教授，赵访熊之子。[118]
- 鬼海弘雄（日語：鬼海 弘雄），75岁，日本摄影师。[119]
- 梅文鼎，80岁，中国陶瓷艺术大师，石湾陶艺现代流派创始人。[120]
- 史賓塞·戴維斯（英语：Spencer Davis），81歲，威爾斯音樂家，英國搖滾樂團史賓塞·戴維斯樂團（英语：The Spencer Davis Group）的團長兼吉他手，肺炎病逝。[121]
- 龔西騟，84岁，中国病理学家，安徽医科大学原副校长。[122]
- 刘敬峰，85岁，中国体育工作者，原西南交通大学体育教研室主任。[123]
- 曾昭奋，85岁，中国建筑学家，清华大学建筑学院教授。[124]
- 恩佐·马里（義大利語：Enzo Mari），88岁，意大利艺术家、家具设计师，死于2019冠状病毒病。[125]
- 林绣贤，93岁，中国道路工程专家，同济大学道路与交通工程研究所所长、研究员。[126]
- 王世泽，95岁，中国水利水电专家，河海大学教授。[127]
- 宋继琢，100岁，中国军事人物，原西藏军区山南军分区政委。[128]
- 乔瓦尼·斯皮诺拉（義大利語：Giovanni Spinola），85岁，意大利赛艇运动员。[129]

### 18日
- 津野米咲（日語：津野 米咲），29歲，日本音樂家，女子搖滾樂團紅色公園吉他手暨作詞作曲。（遺體發現日期）[130]
- 糖糖，37歲，本名蔡亞臻，台灣演員、1990年代童星。死於交通事故。[131]
- 「JR」切特·懷特（英语：Chet "JR" White），40歲，美國搖滾樂團女孩樂團（英语：Girls (band)）的貝斯手與唱片製作人。[132]
- 魏可風，54歲，台灣作家，病逝。[133]
- 葉柏祥，61歲，台灣資深記者、曾任職《大學雜誌》、《台灣日報》總主筆、《玉山周報》總編輯，死於心肌梗塞。[134]
- 邱炳光，65歲，台灣政治人物，現任苗栗縣苗栗市市民代表會主席，肺腺癌病逝。[135]
- 李尊贤，76岁，中国政治人物，西安市人大常委会原副主任。[136]
- 佐藤東洋士（日語：佐藤 東洋士），76岁，日本教育家，樱美林大学校长（1996年－2002年）。[137]
- 彭庆海，82岁，中国政治人物，原海南省工业厅厅长、海南省人民政府副秘书长。[138]
- 吉尔·巴顿·沃许（英語：Jill Paton Walsh），83岁，英国儿童文学作家。[139]
- 吴国昌，85岁，中国政治人物，水利部原水资源司司长。[140]
- 武守全，90岁，中国政治人物，河南省政协原副主席。[141]
- 刘一如，98岁，中国政治人物，云南省第一人民医院原院长。[142]
- 艾伦·斯蒂芬森·博伊德（英語：Alan Stephenson Boyd），98岁，美国政治人物，前运输部长（1967年－1969年）。[143]
- 席德·哈特曼（英语：Sid Hartman），100歲，美國體育新聞工作者。[144]

### 17日
- 七瀨雪乃（日語：七瀬 雪乃），17岁，日本偶像，名古屋8人女團成員。[145]
- 近藤等則（日语：近藤等則），71歲，日本小號吹奏家。[146]
- 李素华，75岁，中国政治人物，淮南市政协原副主席。[147]
- 张琛，79岁，中国政治人物，中共南通市委原副书记、市政府原常务副市长。[148]
- 张俐娜，80歲，中国化学家，武汉大学化学与分子科学学院教授，中国科学院院士。[149]
- 汤世英，86岁，中国新闻工作者，中国人民大学新闻学院教授。[150]
- 林嘉绥，88岁，中国学前教育专家，北京师范大学教授。[151]
- 陈湛，89岁，中国心血管专家，北京安贞医院心脏内科主任。[152]
- 谢鸿钧，91岁，中国足球运动员、教练员。[153]
- 达那·晋美桑波，94岁，西藏政治犯。[154]

### 16日
- 阿都阿兹三苏丁，82岁，马来西亚前乡村及区域发展部长，曾担任马哈迪·莫哈末的私人秘书。[155]
- 黎嘉駿，28歲，香港舞台劇演員、導演及填詞人，藝人黎美言胞弟，墮樓身亡。[156][157]
- 赵红波，39岁，中国法官，广东省英德市人民法院九龙人民法庭庭长。[158]
- 戈登·哈斯克（英语：Gordon Haskell），74歲，英國音樂家與詞曲作家，先後擔任搖滾樂團百合花飾（英语：The Fleur de Lys）與深紅之王的主唱兼貝斯手，癌症病逝。[159]
- 強尼·布許（英语：Johnny Bush），85歲，美國鄉村創作歌手，肺炎病逝。[160]
- 樊玉林，93岁，中国耳鼻咽喉头颈外科专家，西安交通大学第二附属医院主任医师、教授。[161]

### 15日
- 毛洪涛，49歲，中國會計學者，成都大學党委书记，跳河溺水身亡（遺體發現日期）。[162][163]
- 戴夫·曼登（英语：The Tremeloes），76歲，英國搖滾樂團顫音樂團（英语：The Tremeloes）的鼓手兼歌手，死於呼吸道感染。[164]
- 赵定麟，85岁，中国骨科专家，原第二军医大学第二附属医院骨科主任医师、教授。[165]
- 汤姆·麦奇勒（英語：Tom Maschler），87歲，德裔英國出版商人，布克獎創辦人。[166]

### 14日
- 中村國雄（日語：中村 國雄），76歲，日裔帛琉政治人物，前總統（1993年－2001年）。[167]
- 尚德义，88岁，中国作曲家，吉林艺术学院教授。[168]
- 吴鹤鸣，90岁，中国历史学家，复旦大学历史学系副教授。[169]
- 范振华，91岁，中国康复医学专家，复旦大学附属华山医院运动医学与康复医学科主任。[170]
- 匡吉，91岁，中国政治人物，广东省人民政府副省长、广东省政协副主席。[171]
- 孙健，95岁，中国马克思主义经济史学家，中国人民大学教授。[172]
- 赫伯特·克莱茨莫（英語：Herbert Kretzmer），95歲，英國記者。[173]
- 崔洁，96岁，中国抽纱工艺专家，北京市抽纱研究所荣誉所长。[120]
- 余家荣，100岁，中国数学家，武汉大学数学与统计学院教授。[174]
- 龚成文，100岁，中国老红军，原四川省涪陵军分区顾问。[175]
- 保羅·麥特斯（英语：Paul Matters），澳洲搖滾樂團AC/DC的前任貝斯手。[176]

### 13日
- 爱德华·迈耶（英语：Edward C. Meyer），91岁，美国陆军上将，前陆军参谋长（1979年－1983年）。[177]
- 应宜权，98岁，中国政治人物，安徽省人大常委会副主任（1979年－1993年）。[178]
- 史俊南，101岁，中国口腔医学专家，空军军医大学第三附属医院教授。[179]

### 12日
- 金·麥西（英语：Kim Massie），63歲，美國藍調女歌手。[180]
- 陆尊梧，75岁，中国辞书编纂家，中国社会科学院语言研究所研究员。[181]
- 康查塔·费雷尔（英語：Conchata Ferrell），77岁，美国女演员。[182]
- 肖德万，78岁，中国军事人物，中国人民解放军海军少将，历任海军福建基地副参谋长、海军吴淞水警区司令员、海军舟山基地司令员。[183]
- 于尔捷，79岁，中国环境工程专家，哈尔滨工业大学环境学院教授。[184]
- 利托克瓦·托梅茵（英語：Litokwa Tomeing），80岁，马绍尔群岛政治人物、前总统（2008年－2009年）。[185]
- 约书亚·凯纳兹（希伯來語：יהושע קנז），83岁，以色列作家。[186]
- 金通洸，85岁，中国数学家，浙江大学教授。[187]
- 伯纳德·S·科恩（英語：Bernard S. Cohen），86歲，美國律師。[188]
- 郭书森，89岁，中国政治人物，新疆生产建设兵团人民检察院原检察长。[189]
- 尤里·茨维特科夫（俄語：Юрий Цветков），90岁，俄罗斯材料化学专家，俄罗斯科学院院士。[190]
- 郭德文，94岁，医学放射影像学专家，上海市胸科医院主任医师、教授。[191]
- 茅林，96岁，中国政治人物，原冶金工业部副部长。[192]
- 闫村，99岁，中国政治人物，原四川省冶金工业局副局长。[193]
- 蘿貝塔·麥肯（英语：Roberta McCain），108岁，美國軍事與政壇名媛。[194]

### 11日
- 司佳，42岁，中国历史学家，复旦大学历史系教授。[195]
- 刘宇甲，77岁，中国画家，南京市文联书画院秘书长。[196]
- 喬·摩根（英語：Joe Morgan），77岁，美国職業棒球運動員。[197]
- 王永川，89歲，臺灣傳統工藝家，長年從事神轎製作，肺積水病逝。[198]
- 田联韬，90岁，中国音乐理论家、作曲家，中央音乐学院音乐研究所原副所长，中国少数民族音乐学会名誉会长。[199]
- 杨秉林，90岁，中国政治人物，原武汉市广播电视局局长。[200]
- 郝富友，94岁，中国政治人物，原784厂副厂长。[201]
- 徐肇玥，97岁，中国传染病学专家，复旦大学附属华山医院终身教授。[202]

### 10日
- 洪瑞德，34歲，香港企業人物，天寶集團執行董事[203][204]。
- 王克军，58岁，中国政治人物，山东省日照市政协副主席（2017年起），死于车祸。[205]
- 穆罕默德·阿迪爾·汗（英语：Muhammad Adil Khan），63岁，巴基斯坦伊斯蘭學者，賈米亞·法魯奇神學院院長（2017年起），槍殺身亡。[206]
- 蒋藤庆，65岁，中国政治人物，广西壮族自治区贺州市人大常委会原副主任。[207]
- 何席章，77岁，中国政治人物，安徽省滁州市政协原副主席。[208]
- 任桂珍，87岁，中国女高音歌唱家。[209]
- 伊利亚·莫伊谢耶夫（俄語：Илья Моисеев），91岁，俄罗斯化学家，俄罗斯科学院院士。[210]
- 陈绍昆，99岁，中国军事、政治人物，中国人民解放军开国少将，曾任沈阳军区副政委兼政治部主任、冶金工业部部长等职务。[211]

### 9日
- 汪晓峰，61岁，中国植物学者，北京林业大学生物科学与技术学院教授。[212]
- 弗里多·克魯斯（英语：Frido Croes），62岁，阿魯巴政治人物，阿魯巴大臣全權代表（2005年－2009年）、阿魯巴議會主席（2001年－2004年）。[213]
- 安永全，75岁，中国政治人物，山西省运城市政协原主席。[214]
- 阿德尔·苏莱曼（阿拉伯語：عادل سليمان），76岁，埃及军事人物，战略分析家。[215]
- 鞠广茂，89岁，中国俄语教师，哈尔滨工业大学教授。[216]
- 李怀思，91岁，中国政治人物，嘉兴市政协原副主席。[217]
- 譚元壽，91岁，中国京剧艺术家，病逝。[218]
- 赵春生，98岁，中国政治人物，原青岛市劳动教养管理所副政委。[219]

### 8日
- 黃璽文，48歲，台灣政治人物，前高雄縣副議長，病逝。[220]
- 寒流，55岁，中国左翼学者。[221]
- 许从年，70岁，中国政治人物，东华理工大学原党委书记。[222]
- 拉姆·維拉斯·帕斯萬（英語：Ram Vilas Paswan），74岁，印度政治人物，消费者事务部长（2014年起）。[223]
- 布萊恩·拉金（英语：Brian Locking），81歲，英國搖滾樂團影子樂團的前任貝斯手，膀胱癌病逝。[224]
- 钟以泽，82岁，中国中医师，成都中医药大学附属医院皮肤科主任。[225]
- 李兆雄，82岁，中国击剑教练员。[226]
- 刘平源，84岁，中国政治人物，原邮电部副部长、中华全国集邮联合会会长。[227]
- 懷堤·福特（英語：Whitey Ford），91岁，美國棒球選手，逝世前為當今最偉大的洋基在世球員。[228]
- 崔仑七（韓語：최윤칠），92岁，韩国长跑运动员。[229]
- 刘若庄，95岁，中国物理化学家，中国科学院院士。[230]
- 弗拉基米尔·多尔吉赫（俄語：Владимир Долгих），95岁，苏联及俄罗斯政治人物，苏共中央政治局候补委员（1982年－1988年）。[231]
- 林阿琴，105歲，台灣日治時期中膠彩畫家，郭雪湖之妻。[232]

### 7日
- 付申虎，41岁，中国B站抗癌博主。[233]
- 阿什瓦尼·库马尔（英語：Ashwani Kumar），69岁，印度政治人物，那加兰邦总督（2013年－2014年）、曼尼普尔邦总督（2013年），自杀。[234]
- 马里奥·莫利纳（西班牙語：Mario Molina），77岁，墨西哥化学家，1995年诺贝尔化学奖得主。[235]
- 筒美京平（日語：筒美 京平），80岁，日本作曲、編曲家。[236]
- 王正泉，85岁，中国苏联和俄罗斯问题专家，中国人民大学国际关系学院教授。[237]
- 雷·潘寧頓（英语：Ray Pennington），86歲，美國鄉村創作歌手，死於住家火災。[238]
- 麦辛，88岁，中国作家、编辑，曾任《中流》杂志副主编，《天人古今》主编。[239]
- 马魁鸾，96岁，中国军事人物，原南京军区后勤部政治委员。[240]
- 杨炬，98岁，中国医务工作者，原解放军304医院副院长，王树声夫人。[241]

### 6日
- 倪红，50岁，中国政治人物，武汉市青山区人民政府副区长（2019年起），车祸身亡。[242]
- 黄小鹏，60岁，中国当代艺术家，“黄边站”创建人。[243]
- 松本泉（日語：まつもと 泉），61歲，日本漫畫家，代表作《橙路》。[244]
- ，65歲，荷兰裔美国吉他手、键盘乐手、作曲家和音乐制作人，死於喉癌。[245]
- ，80歲，美國歌手，美國雷鬼和流行天王歌手兼作詞人。[246]
- 罗传明，88岁，中国政治人物，武汉市公安局国内安全保卫支队政治委员。[247]
- 刘占荣，99岁，中国人民解放军大校，原湖南省军区司令员（1980年－1983年）。[248]

### 5日
- 李斌，53岁，中国建筑学家，同济大学教授。[249]
- 大衛·安達爾（英語：David Andahl），55歲，美國政治人物，共和黨籍北達科他州聯邦眾議院議員當選人，死於2019冠狀病毒病。[250]
- 阿南庫瑪·蘇倫德拉·戴夫（英语：Anantkumar Surendraray Dave），62岁，印度法官，古吉拉特邦高等法院法官（2004年－2019年），古吉拉特邦高等法院代理首席大法官（2018年－2019年）。[251]
- 瑪格麗特·諾蘭（英语：Margaret Nolan），76歲，英格蘭演員和藝術家，曾出演1964年電影《鐵金剛大戰金手指》和《一夜狂欢》。[252]
- 闫洪法，76岁，中国军医，原解放军第十一医院神经外科主任。[253]

### 4日
- 克拉克·米德爾頓（英語：Clark Middleton），63歲，美國男演員，死於西尼羅河病毒感染。[254]
- 劉櫂漳，72歲，台灣政治人物，前國民大會代表，心疾猝逝。[255]
- 高田賢三（日語：高田 賢三），81歲，日本時尚設計師，死於2019冠狀病毒病[256][257][258]。
- 翟泰丰，87岁，中国政治人物，中共中央宣传部副部长（1991年－1996年），中国作家协会副主席（1996年－2001年）。[259]
- 赵绰然，92岁，中国鼻科学专家，天津市环湖医院耳鼻咽喉头颈外科原主任。[260]

### 3日
- 哈吉·侯賽因·安薩里（英语：Haji Hussain Ansari），73岁，印度政治人物，贾坎德邦議會議員（1995年－2004年、2009年－2015年、2019年起），贾坎德邦少數族裔福利和登記部長（2020年起）。[261]
- 高为峰，77岁，中国教育家，长春工程学院原校长。[262]
- 江文雄，77歲，台灣電影界人物。[263]
- 徐本力，81岁，中国体育学者，上海体育学院教授。[264]
- 郭枪，90岁，中国政治人物，汕尾市人大常委会原副主任。[265]
- 李子仪，97岁，中国抗日战争老兵。[266]
- 杨振铎，101岁，中国政治人物，中国农业银行广西区分行原行长。[267]

### 2日
- 伊琳娜·斯拉維娜（俄語：Ирина Славина），47歲，俄羅斯記者，死於自焚。[268][269]
- 劉偉強，60岁，马来西亚政治人物，马来西亚首相署部长（2018年－2020年），自由民主党主席（2006年－2014年）。[270]
- 梁淑莊，75歲，香港前麗的電視、亞洲電視演員，死於胰臟癌。[271]
- 鮑勃·吉布森（英語：Bob Gibson），84岁，美國職業棒球投手，曾效力聖路易斯紅雀隊。[272]
- 穆卡拉玛·科西莫娃，87岁，塔吉克斯坦语言学家，塔吉克斯坦国立大学教授。[273]
- 唐荣锡，91岁，中国计算机图形学专家，北京航空航天大学教授。[274]
- 稻叶清右卫门（日语：稲葉清右衛門），95岁，日本企业家，发那科创始人。[275][276]

### 1日
- 周志华，80岁，中国化学教育家，南京师范大学教授。[277]
- 阿尔弗雷多·马拉尼翁（英语：Alfredo Marañon），84岁，菲律宾政治人物，西内格罗省长（2010年－2019年）。[278]
- 范煦，86岁，中国管理学家，上海交通大学教授。[279]
- 錢璐，92歲，台灣女演員，代表作《星星知我心》。[280]
- 李文澜，100岁，中国政治人物，广西大学校长办公室原主任。[281]